# 白露 (白露型駆逐艦)
白露（しらつゆ）は、日本海軍の駆逐艦。1944年（昭和19年）6月中旬、マリアナ沖海戦を目前にタンカーと衝突して爆沈した。

## 艦名
本艦は一等駆逐艦白露型の1番艦である。この名を持つ日本海軍の艦船としては神風型駆逐艦 (初代)「白露」に続いて2隻目。『白露』とは露の美称の事で、小倉百人一首第37番には文屋朝康の作として「白露に　風の吹きしく　秋の野は　つらぬきとめぬ　玉ぞ散りける」が収められている。

## 艦歴
「初春型駆逐艦」は当初12隻が建造される予定であったが、復元性能不良が判明し、設計を変更した艦型が有明型駆逐艦である。「白露」は佐世保工廠で1933年（昭和8年）11月14日に起工。同年12月15日、初春型駆逐艦「有明、夕暮」は初春型から除かれ、『一等駆逐艦有明型』が登録された。同日附で建造中の有明型3隻に対しそれぞれ「白露（シラツユ）」、「時雨（シグレ）」「村雨（ムラサメ）」の艦名が与えられる。1934年（昭和9年）11月19日、有明型駆逐艦は登録を抹消されて「有明、夕暮」は初春型に戻り、あらたに白露型駆逐艦が新設、有明型3番艦だった「白露」は同型の1番艦（ネームシップ）となった。1935年（昭和10年）4月5日に進水。1936年（昭和11年）8月20日に竣工した。
同年10月上旬北海道で陸軍特別大演習が実施されるにあたり、昭和天皇は戦艦「比叡」を御召艦として横須賀から北海道へ向かう事になった。竣工したばかりの「白露、時雨」は御召艦「比叡」の供奉艦に指定され、9月24日から10月12日まで同艦と行動を共にした。この北海道行幸後も、「比叡、白露、時雨」は行動を共にする。2隻は1936年（昭和11年）10月29日、神戸沖で行われた昭和11年特別大演習観艦式（御召艦「比叡」、供奉艦「鳥海、愛宕、足柄」）に参加。再び御召艦「比叡」または「愛宕」の供奉艦（航海時、海軍兵学校行幸時）となり、10月30日の「比叡」横須賀着まで特別任務を遂行した。

### 太平洋戦争緒戦
1938年（昭和13年）、第27駆逐隊が編成される。白露型2隻（白露、時雨）と初春型2隻（有明、夕暮）の混成部隊であった。太平洋戦争開戦時、同隊は第1艦隊第1水雷戦隊（司令官大森仙太郎少将：旗艦阿武隈）に属し、柱島泊地に所在していた。山本五十六連合艦隊司令長官の座乗する戦艦「長門」「陸奥」等と共に小笠原近海まで進出している。なお旗艦「阿武隈」及び第一水雷戦隊所属の第17駆逐隊（谷風、浦風、浜風、磯風）は南雲機動部隊の警戒部隊として真珠湾攻撃に参加しており、第27駆逐隊とは別行動であった。
1942年（昭和17年）1月中旬、「白露、時雨」は第九戦隊（司令官岸福治少将：軽巡洋艦大井、北上）の指揮下に入り、台湾方面への輸送船団を護衛した。5月、珊瑚海海戦に参加。6月のミッドウェー海戦では中途まで出撃した。

### ソロモン海の戦い
7月中旬、艦隊の編制がかわり第27駆逐隊は第四水雷戦隊に所属する。8月、第27駆逐隊はマーシャル諸島で活動。
8月17日にアメリカ軍によるマキン奇襲上陸があり、それ受けてトラックにあった第六根拠地隊連合陸戦隊が「白露」、「時雨」、「第三十六号哨戒艇」により増援としてマキンへ送られた。「白露」と「時雨」は8月18日にトラックを出撃し、8月21日にマキンに着いて陸戦隊を上陸させた。
9月2日、アパママを占領。以後、「時雨」と共にガダルカナル島輸送作戦に7回従事。
10月24日、ガダルカナル島米軍ヘンダーソン飛行場に対する日本陸軍総攻撃に呼応し、日本海軍は陸上支援および脱出米艦隊攻撃のため小規模の艦隊を派遣した。「白露」は第6駆逐隊司令山田勇助大佐の指揮下に入り、第6駆逐隊（暁、雷）と共に突撃隊を編制。他に第二攻撃隊（指揮官：高間四水戦司令官、旗艦秋月、第2駆逐隊《村雨、五月雨、夕立、春雨》、由良）、輸送隊（敷設艦津軽、軽巡龍田、27駆《時雨、有明》）等がガダルカナル島ルンガ泊地への突入を企図して行動を開始していた。突撃隊3隻（暁、雷、白露）は25日朝にルンガ泊地への突入に成功、「軽巡洋艦1隻、駆逐艦1隻」撃沈を報告。実際は駆逐艦「ゼイン」に対し損傷を与え、艦隊曳船「セミノール」、沿岸哨戒艇「YP-284」を撃沈という戦果をあげた。帰途空襲を受けるが3隻とも重大な損傷を受けることはなかった。だが第二攻撃隊はSBDドーントレス急降下爆撃機とB-17型爆撃機の波状攻撃を受け「由良」沈没、「秋月」中破、「五月雨」小破の損害を受けた。四水戦旗艦は「秋月」より「村雨」、続いて「朝雲」に変更された。
その後、11月12日に第三次ソロモン海戦に参加。第27駆逐隊（時雨、白露、夕暮）はガダルカナル島とラッセル諸島間の警戒が任務だったため、挺身艦隊（第十一戦隊：比叡、霧島）の後方を航行しており、大混戦となった第三次ソロモン海戦第一夜戦には参加していない。同夜戦において第2駆逐隊より「夕立」が沈没している。13日、「白露」は第16駆逐隊「雪風」、「照月」、「時雨」、「夕暮」と共同し、第一夜戦で舵故障の損傷を受けた戦艦「比叡」を護衛した。「白露」は機銃掃射で若干の損傷を受けた。午後になり第27駆逐隊は航行不能となった「比叡」の雷撃処分を命じられるが、発射直前に「時雨」に中止命令が出される。実行されたかどうかは不明。
続いて「白露」は一時的に第十八戦隊（司令官松山光治少将）の指揮下に入る。パプアニューギニアのラエに対する輸送作戦参加を命じられ、第27駆逐隊僚艦と分離した。輸送隊は第2駆逐隊司令橘正雄大佐を指揮官とする駆逐艦5隻（春雨、白露、電、磯波、早潮）で編制されていた。11月23日2100分、「白露」以下輸送隊はラバウルを出港し、ラエへ向かった。24日18時以降、輸送隊は米軍機の執拗な夜間空襲を受けて第15駆逐隊の「早潮」が大破、大火災となる。早潮乗組員を各艦で救助したのち、「白露」は「早潮」を砲撃により処分した。輸送作戦も失敗に終わる。
次の任務はブナ輸送作戦であった。第10駆逐隊司令阿部俊雄大佐を指揮官として、駆逐艦4隻（夕雲、巻雲・風雲、白露）は11月28日19時にラバウルを出撃する。進撃中の29日昼間に輸送艦隊はB-17型爆撃機の空襲を受ける。「白露」は直撃弾と至近弾により前部が大破し、船体切断の危機に瀕した。戦死者6名。「巻雲」も至近弾により損傷し、輸送作戦は中止された。次の輸送作戦のため「巻雲」は「白露」に接舷すると便乗陸軍兵を受け取り、「巻雲、風雲」は先行してラバウルへ帰投した。「白露」は「春雨、夕雲」に護衛されて夕刻にラバウル着。投錨できないため「白露」は軽巡洋艦「天龍」に接舷して停泊した。
ラバウルで応急修理をおこなったのち、12月19日同地発、22日トラック泊地帰投。工作艦「明石」で修理を行うなどして、1943年（昭和18年）1月はトラック泊地で待機。1月24日、姉妹艦「春雨」は空母「隼鷹」航空隊基地要員をウエワクへ輸送中に米潜水艦「ワフー」の雷撃で大破、擱座した（2月23日、天津風・浦風・雄島に曳航されトラック着）。2月16日、「白露」は陽炎型「野分(左舷機械のみ使用可能)」と共にトラック泊地を出港して内地へ向かうが、悪天候の中で修理した電気溶接の部分に亀裂が生じてしまう。19日12時、2隻はサイパンに緊急退避。上級司令部の命令で「野分」は先に横須賀へ帰投したので、応急修理を施した「白露」は25日単艦でサイパンを出港する。3月2日佐世保に帰投する。前部船体を切断するなどの修理作業が長崎で7月まで行われた。

### 第二十七駆逐隊
「白露」の修理中も戦局は動いていた。7月12日、コロンバンガラ島沖海戦に参加した第二水雷戦隊司令部は、司令官伊崎俊二少将及び司令部要員ごと旗艦「神通」と共に沈没した。そこで日本海軍は消耗していた第四水雷戦隊を解隊し、同隊戦力と司令部をそのまま第二水雷戦隊に転用した。これにより第27駆逐隊も第二水雷戦隊所属となる。また「時雨」が『呉の雪風、佐世保の時雨』と謳われるようになったのもこの時期である。だが7月20日、第27駆僚艦「夕暮」が米軍機の空襲を受け沈没。7月24日、27駆僚艦「有明」が座礁後に空襲を受け沈没。10月15日附で第27駆逐隊から除籍され、同隊は「時雨、白露」の2隻になってしまった。
同時期、第2駆逐隊も「夕立、村雨」を喪失して「春雨、五月雨」の2隻体制となっており、7月1日附同隊解隊。その後、「五月雨」は10月1日附、「春雨」は11月30日附で第27駆逐隊に編入された。ここに第27駆逐隊は白露型4隻（白露、時雨、五月雨、春雨）で行動することとなった。
修理完成後の「白露」は再びソロモン諸島方面に進出、「時雨、五月雨」と合流した。11月2日、第27駆逐隊は第三水雷戦隊（司令官伊集院松治少将：旗艦「川内」）の直率で米軍巡洋艦部隊と交戦する（ブーゲンビル島沖海戦）。本海戦で「白露」は0052至近弾により舵故障、そのため「五月雨」と衝突して損傷し、「白露」は最大速力16ノット、「五月雨」は20ノットになった。ラバウルへ帰投後、「時雨、白露」は第五戦隊（妙高、羽黒）を護衛して内地へ帰投、佐世保工廠で修理を行った。
1944年（昭和19年）1月以降、船団護衛等に従事。2月には大和型戦艦「武蔵」の護衛を複数回にわたって行う。2月10日トラック→14日横須賀（武蔵、軽巡大淀、白露、初春、満潮、玉波）。24日横須賀→29日パラオ（武蔵、白露、満潮、藤波）。24日、悪天候の中で白露一番砲塔照準口が破損、修理中の少尉候補生1名が波浪にさらわれ行方不明となった。3月29日、連合艦隊司令部はパラオ大空襲を回避するため主力艦をパラオから脱出させた（海軍乙事件）。「武蔵、愛宕、鳥海、高雄、春雨、白露、満潮、藤波、浦風、磯風、谷風、浜風」は外洋へ出る。ところが「武蔵」は米潜水艦「タニー」に襲撃され、魚雷1本命中により小破。連合艦隊司令部は「武蔵」の直衛を第17駆逐隊（浦風、磯風、谷風、浜風）から「白露、藤波、満潮」に入れ替え、「武蔵」を含む4隻を呉へ回航させた（4月3日着）。
5月下旬より第27駆逐隊（白露、時雨、五月雨、春雨）はビアク島への輸送作戦（渾作戦）に加わる。6月2日の第一次渾作戦では戦艦「扶桑」、重巡洋艦「青葉、羽黒、妙高」等と出撃したが、米軍出現の情報によりソロンへ入港した。6月7日、ビアク島増援のため第二次渾作戦に従事、陸軍部隊を載せた駆逐艦6隻（敷波、浦波、時雨、白露、五月雨、春雨）とソロンを出発するが、第27駆逐隊司令艦「春雨」が米軍爆撃機の攻撃で沈没、駆逐隊司令白濱政七大佐が戦死した。「白露」も機銃掃射を受け4名戦死、5名の重傷者を出した。戦闘終了後、僚艦と共に春雨乗組員を救助する。8日にビアク島北西で巡洋艦3隻・駆逐艦14隻（日本側は戦艦1、巡洋艦3、駆逐艦8と誤認）で編成された米艦隊と交戦する。「時雨、五月雨」等が小破し、増援作戦は中止された。「白露」は魚雷8本を発射したが戦果はなく。第27駆逐隊は米艦隊の砲撃を振り切って退避に成功した。

### 清洋丸衝突事故
6月15日未明、輸送船団（タンカー3隻）を護衛していた「白露」は船団中を不用意に旋回運動を行い、油槽船「清洋丸」と衝突。爆雷誘爆により約3分で沈没した。経過は以下のとおり。
「あ号作戦」発動にともない第27駆駆逐隊（時雨、白露）および駆逐艦「浜風」、「響」、「秋霜」は、第一補給部隊（日栄丸、国洋丸、清洋丸）の護衛を命じられ、6月14日にダバオを出撃して小沢機動部隊本隊との合流地点へむかった。護衛時の隊形は、第17駆逐隊「浜風」が船団先頭にあって、浜風右斜め後方1kmに「日栄丸」、浜風左斜め後方に「国洋丸」、浜風2km後方に「清洋丸」が位置し、船団右側の「日栄丸」(基準艦)と左側「国洋丸」の距離は1km、油槽船3隻は船団航行方向に対し逆三角形に配置されていた。さらに「日栄丸」右舷1.5kmに「響」、「国洋丸」左舷1.5kmに「白露」、「清洋丸」の右舷後方を「時雨」が、同船左舷後方を「秋霜」が警戒していた。
6月15日午前2時40分、ミンダナオ島北東海面は『天気明暗、月齢23.7、濃雲アリテ暗黒ナリシモ12糎双眼鏡ニテ1500米迄艦影ヲ認メ得タリ』という状況であった。船団は速力14ノットを発揮していた。同時刻、「白露」（1,685トン）は米潜水艦の雷撃を回避中に船団内を横断することになり、タンカー「清洋丸」（国洋汽船・1万536トン）と衝突する。「白露」は爆雷と前部弾薬庫の誘爆により海上で炎上、2時43分〜2時47分の間に沈没した。
当時の状況について、給油船「日栄丸」の事故報告書は『白露は日栄丸の前路を右より左に横ぎり日栄、国洋の間を反転し更に清洋の前を右より左に航過せんとせりしか或はその儘反航せんと企図したるものの如く、その際清洋丸（之字運動のため右に60度変針）右に回頭せしめたため清洋丸の艦首にて衝撃せられたるなる可し』『(白露)0241ヨリ約3分間ニシテ沈没セリ　爾後約一分間海上ニ火災アリ　爆雷一個爆発セリ』と報告。以下の如くの所見を報告した。
(一)　護衛艦ハ船団ノ前路ヲ横断シ又ハ船団隊内ニ入ルベ可ラズ
(二)　船團内ノ各船ハ厳格ニ正位置ヲ保持スベシ
(三)　事故発生ノ際　信号ハ処置ニ必要ナルモノヲ最小限度ニ止ム可シ（不用意発光信号ヲ発スルモノアリレタメ）
(四)　事故発生ノ際最近ノ護衛艦ハ令ナクシテ救助ニ當リ爾余ノ隊ハ特令ナケレバ任務ヲ続行スベシ
(五)　見張ヲ厳ニシ他ノ行動ニ注意シ彼我行動ノ正否如何ニ拘ラズ不祥事ヲ起サザル様注意スベシ
「白露」の生存者は第17駆逐隊「浜風」等に救助された。「浜風」によれば、スコールを抜けたところ「白露」の姿がなく騒動となり、「浜風」は補給部隊司令官の命令により反転救助へ向かう。すると白露水雷長が投げ込んだ訓練用魚雷（魚雷頭部に発光装置がある）の明かりを発見、午前6時以降全力で救助作業を行ったという。生存者准士官以上12名、下士官兵143名（浜風報告では141名だが、清洋丸に2名救助されている）。沈没地点（北緯9度10分 東経126度50分 / 北緯9.167度 東経126.833度）。「日栄丸」戦闘詳報によれば事故発生地点は（北緯9度50分 東経126度56分 / 北緯9.833度 東経126.933度）。または（北緯9度9分 東経126度05分 / 北緯9.150度 東経126.083度）。
なお「白露」と衝突した「清洋丸」は浸水被害を受けたものの重大な損傷とは見做されず、そのまま第一補給部隊としてマリアナ沖海戦に参加した。6月20日、「清洋丸」は米軍機動部隊艦載機の空襲を受け損傷し、護衛の第17駆逐隊「雪風」により雷撃処分された。
8月10日、「白露」と「春雨」は白露型駆逐艦、
第27駆逐隊、
帝国駆逐艦籍より除籍された。
なお「白露」「春雨」除籍から間もなく、「五月雨」は8月18日にパラオ近海で座礁、26日に米潜水艦の雷撃を受けて大破・放棄された。10月10日附で除籍、「時雨」1隻のみとなった第27駆逐隊も解隊された。10隻が建造された白露型駆逐艦はこの時点で「時雨」1隻となっていた。

## 歴代艦長
※『艦長たちの軍艦史』301-303頁による。階級は就任時のもの。

### 艤装員長
1. 天谷嘉重 少佐：1935年8月15日 - 1936年6月1日[77]

### 艦長
1. 天谷嘉重 少佐：1936年6月1日[77] - 1936年12月1日
2. 福岡徳治郎 少佐：1936年12月1日 - 1937年12月1日[78]
3. 谷井保 少佐：1937年12月1日 - 1938年8月2日[79]
4. 勝見基 少佐：1938年8月2日 - 1939年2月20日[80]
5. 浜中脩一 少佐：1939年2月20日[80] - 1939年4月1日[81]
6. 竹大孝志 少佐：1939年4月1日 - 1939年11月15日[82]
7. 鈴木保厚 少佐：1939年11月15日 - 1940年10月15日[83]
8. 杉谷永秀 少佐：1940年10月15日 -
9. 橋本金松 少佐：1942年4月25日 -
10. 松田九郎 少佐：1943年9月14日 -